# 庫氏岩雅羅魚
庫氏岩雅羅魚（学名：Petroleuciscus kurui）為輻鰭魚綱鯉形目雅羅魚科的一個種，分布於亞洲土耳其東南方的底格里斯河上游流域，體長可達85.8公分，棲息在河川底中層水域，生活習性不明。